# Biała Lądecka
Biała Lądecka este o arie protejată (sit de importanță comunitară — SCI) din Polonia întinsă pe o suprafață de 156,7 ha, integral pe uscat.

## Localizare
Centrul sitului Biała Lądecka este situat la coordonatele 50°20′56″N 16°45′37″E / 50.349°N 16.7602°E.

## Înființare
Situl Biała Lądecka a fost declarat sit de importanță comunitară în martie 2007 pentru a proteja 3 specii de animale.

## Biodiversitate
Situată în ecoregiunea continentală, aria protejată conține 6 habitate naturale: Cursuri de apă de la nivel de câmpie la nivel montan, cu vegetație Ranunculion fluitantis și Callitricho-Batrachion, Liziere de ierburi înalte hidrofile de câmpie și de nivel montan până la alpin, Fânețe de joasă altitudine (Alopecurus pratensis, Sanguisorba officinalis), Păduri de stejar și carpen Galio-Carpinetum, Păduri pe pante, grohotișuri și ravene de Tilio-Acerion, Păduri aluvionare cu Alnus glutinosa și Fraxinus excelsior (Alno-Padion, Alnion incanae, Salicion albae).
La baza desemnării sitului se află mai multe specii protejate:
- mamifere (1): vidră de râu (Lutra lutra)
- pești (2): zglăvoacă (Cottus gobio), cicar (Lampetra planeri)